# Hollerath
Hollerath is een plaats in de Duitse gemeente Hellenthal, deelstaat Noordrijn-Westfalen, en telt 589 inwoners (2006).